# Opsaridium tweddleorum
Opsaridium tweddleorum är en fiskart som beskrevs av Skelton, 1996. Opsaridium tweddleorum ingår i släktet Opsaridium och familjen karpfiskar. IUCN kategoriserar arten globalt som livskraftig. Inga underarter finns listade i Catalogue of Life.